# Banksia dentata
Espèce
Classification phylogénétique
Banksia dentata est une espèce de plantes à fleurs au genre Banksia. C'est un arbuste que l'on rencontre dans le nord de l'Australie, mais également en Nouvelle-Guinée et sur les îles Aru. C'est la seule espèce de Banksia qui ne soit pas endémique à l'Australie. Il se présente généralement sous la forme d'un arbuste de 5 m, avec de grandes feuilles vertes dentées et des inflorescences jaunes.